# Drechslera triseptata
Drechslera triseptata är en svampart som först beskrevs av Drechsler, och fick sitt nu gällande namn av Subram. & B.L. Jain 1966. Drechslera triseptata ingår i släktet Drechslera och familjen Pleosporaceae.   Inga underarter finns listade i Catalogue of Life.